# Babie
Babie je obec na Slovensku v okrese Vranov nad Topľou v Prešovském kraji. V obci žije 230 obyvatel.

## Poloha
Obec leží v jižní části Nízkých Beskyd v Ondavské vrchovině v údolí místního potoka, který asi po jednom kilometru jihovýchodně ústí do řeky Topľa. Nadmořská výška území obce se pohybuje v rozmezí 200 až 516 m n. m., střed obce je ve výšce 215 m. Údolí místního potoka je na severovýchodě ohraničené hřebenem Husárka (391 m n. m.) – Breziny (401 m n. m.) a na jihozápadě významným hřebenem Veľká Hora (516 m n. m.). Povrch území je tvořené horninami bradlového pásma a čtvrtohorními hlínami. Střední část území je odlesněné, v zalesněných částech je lesní porost tvořen buky, duby, borovice a habry.
Obec sousedí na severu s obcí Kračúnovce a Železník, na východě tvoří hranici řeka Topľa s obcemi Mičakovce a Ďurďoš, na jihu hraničí s obcí Vlača a na západě s obcemi Medzianky, Radvanovce a Chmeľov.

## Historie
Archeologické nálezy předpokládají osídlení už v době bronzové a osídlení v 11. století. Začátkem 14. století se obec vydělila z území Medzianky a vznikla obec s šoltysem. První písemná zmínka o obci pochází z roku 1330, kde je uváděná jako Babapateca, Babapataka. Pozdější názvy např. z roku 1786 je Babič či z roku 1808 Babjé, maďarsky je nazývána Bábafalu. Obec patřila k panství Chmeľov. V roce 1427, kdy patřila panství Kamenica, platila daň z 36 port. V roce 1787 žilo v 38 domech 250 obyvatel a v roce 1828 v 32 domech žilo 237 obyvatel. Hlavní obživou bylo zemědělství. V 18. století se v obci pálilo vápno a vyráběla kolomaz. V meziválečném období to bylo také ovocnářství a chov dobytka. Po druhé světové válce většina obyvatel pracovala v zemědělství a zbytek v podnicích v Košicích.

## Kostely
V obci se nachází:
- evangelický a. v. zděný jednolodní kostel z 14. století raně gotický později rozšířen a upraven. Od 16. století patří pod reformovanou církev.[7] V roce 1963 by vyhlášen národní kulturní památkou Slovenska [8][9]
- římskokatolický filiální kostel Všech Svatých, který by postaven a konsekrován v roce 1997.[10] Filiální farnost Babie patří pod farnost Hanušovce nad Topľou Vranovského děkanátu.